# Isabella Hofmann
Isabella Hofmann (ur. 11 grudnia 1958) – amerykańska aktorka filmowa.
Urodziła się w 1958 roku w Chicago. W 1975 roku ukończyła East Troy High School w East Troy w stanie Wisconsin. Jako aktorka zadebiutowała w 1984 roku.
W latach 1988–1994 była żoną Stevena Memela. Małżeństwo zakończyło się rozwodem. W latach 1995–2005 była w związku z Danielem Baldwinem, z którym ma syna Atticusa urodzonego w 1996 roku.

## Filmografia[1]
- 2010: Burleska (Burlesque) jako Loretta
- 2009: Noc na bagnach Luizjany (Midnight Bayou) (TV) jako Lilibeth Simone
- 2007: Pandemic - wirus zagłady (Pandemic) (TV) jako Lauren Smith
- 2004: Helter Skelter (TV) jako Rosemary LaBianca
- 2000: W kręgu śmierci (Touched by a Killer) jako Nikki Barrington
- 1999: Rekiny i płotki (Beggars and Choosers) (serial TV 1999–2001) jako Cecile Malone
- 1997: Nieślubny ojciec (Unwed Father) (TV) jako Tess Crane
- 1997: Za cenę śmierci (Dying to Belong) (TV) jako Gwen Connors
- 1996: Zła miłość (Twisted Desire) (TV) jako Susan Stanton
- 1995: Jej samotna walka (She Fought Alone) (TV) jako Avon Rose
- 1995: Niezwykłe przygody małej pandy (The Amazing Panda Adventure) jako Beth
- 1994: Inteligent w armii (Renaissance Man) jako Marie
- 1993: Wydział zabójstw Baltimore (Homicide: Life on the Street) (serial TV 1993–1999) jako Megan Russert
- 1991: W rękach obcego (...And Then She Was Gone) (TV) jako Kate Lydon
- 1988: Kochany John (Dear John) (serial TV 1988–1992) jako Kate McCarron
- 1987: Renegaci (Independence) (TV) jako Bridie
- 1987: Prawdziwi faceci (Real Men) jako Barbara Wilson